# Ingrid Hjelmseth
Ingrid Hjelmseth és una portera de futbol amb 97 internacionalitats per Noruega. Ha estat subcampiona d'Europa amb la selecció al 2005 y 2013.

## Trajectòria
| Temporades  | Lliga             | Club              | P   | G | Actualitzat |
| ----------- | ----------------- | ----------------- | --- | - | ----------- |
| 1999 - 2006 | D1                | Trondheims-Ørn SK | 141 | 0 |             |
| 2007 - 2008 | D1                | Asker SK          | 037 | 0 |             |
| 2009 - act. | D1                | Stabaek IF        | 164 | 0 | 14/12/2016  |
|             |                   |                   |     |   |             |
| 1998 - 1999 | Selecció sub-18   | Selecció sub-18   | 04  | 0 |             |
| 2000 - 2002 | Selecció sub-21   | Selecció sub-21   | 012 | 0 |             |
| 2003 - act. | Selecció absoluta | Selecció absoluta | 107 | 0 | 14/12/2016  |

## Palmarès
| Títols — Seleccions nacionals            |      |      |      |      |      |      |
|                                          |      |      |      |      |      |      |
| Títols — Clubs                           |      |      |      |      |      |      |
| 5 Lligues                                | 2000 | 2001 | 2003 | 2010 | 2013 |      |
| 6 Copes                                  | 1999 | 2001 | 2002 | 2011 | 2012 | 2013 |
| Reconeixements — Premis                  |      |      |      |      |      |      |
|                                          |      |      |      |      |      |      |
| Reconeixements — Seleccions de jugadores |      |      |      |      |      |      |
| Eurocopa — Equip ideal                   | 2013 |      |      |      |      |      |